# Китаев, Владимир Сергеевич
Влади́мир Серге́евич Кита́ев (19 января 1931, Астрахань, Нижне-Волжский край — 1 сентября 2016, Москва) — российский дипломат, политик, государственный деятель, африканист, востоковед. Чрезвычайный и полномочный посол СССР и России в Кении (1989—1992).

## Биография
Владимир Сергеевич Китаев родился 19 января 1931 года в Астрахани.
В 1953 году окончил Московский государственный институт международных отношений (МГИМО).
С 1953 года — на ответственной работе в центральном аппарате МИД СССР. Зачислен в МИД как сотрудник, который владеет немецким, французским и английским языками.
- В 1953—1959 годах — третий секретарь посольства СССР в ГДР.
- В 1959—1963 годах — сотрудник центрального аппарата МИД СССР.
- В 1963—1965 годах — слушатель Высшей дипломатической школы МИД СССР.
- В 1965—1966 годах — на ответственной работе в центральном аппарате МИД СССР.
- В 1966—1977 годах — на ответственной работе в аппарате Президиума Верховного Совета СССР.
- В 1977—1982 годах — советник-посланник посольства СССР в Алжире.
- С 9 марта 1982 по 17 сентября 1986 года — чрезвычайный и полномочный посол СССР в Гвинее[1].
- С 14 июля 1989 по 1 сентября 1992 года — чрезвычайный и полномочный посол СССР/Российской Федерации в Республике Кения и постоянный представитель при международных организациях в Найроби по совместительству[2].

С 1 сентября 1992 года — в отставке.
С 3 декабря 2008 года — заместитель председателя совета Ассоциации российских дипломатов. С 3 мая 2009 года — член исполкома ассоциации «Родина», старейшей в России общественной организации по связям с соотечественниками за рубежом.
Умер 1 сентября 2016 года. Похоронен в Москве на Троекуровском кладбище.

## Награды
- Орден Ленина (22 мая 1977);
- Орден Октябрьской Революции (29 августа 1979);
- Орден Трудового Красного Знамени (22 апреля 1989);
- Почётный работник Министерства иностранных дел Российской Федерации (2006);
- Почётная грамота Президиума Верховного Совета РСФСР[3].

## Дипломатический ранг
- Чрезвычайный и полномочный посол